# جمعية شركات الأمن الخاصة في العراق

شعار PSCAI

جمعية شركات الأمن الخاصة العراقية (PSCAI) هي منظمة غير ربحية تأسست لمناقشة ومعالجة المسائل ذات الاهتمام المشترك المتعلقة بقطاع الأمن الخاص في العراق. تعاونت الجمعية بشكل وثيق مع الحكومة العراقية وسلطة الائتلاف المؤقتة. حُلَّت الجمعية في 31 ديسمبر/كانون الأول 2011.

## تاريخ
مع حل سلطة الائتلاف المؤقتة (CPA) في يونيو 2004، تم أيضًا حل المكتب داخل سلطة الائتلاف المؤقتة (مجموعة عمل شركات الأمن الخاصة) الذي كان مسؤولاً عن جميع الأمور المتعلقة بشركات الأمن الخاصة. أدركت قيادة العديد من شركات الأمن الخاصة أنه على الرغم من اختفاء المكتب، إلا أن الحاجة إلى نقطة مركزية لجميع الأمور المتعلقة بشركات الأمن الخاصة لا تزال قائمة. ونتيجة لذلك، وبمبادرة من الصناعة، شُكِّلَت PSCAI رسميًا في أغسطس 2004. وكانت أول شركة تنضم هي شركة عراقية، وهي مجموعة فالكون. يعمل مدير الجمعية كحلقة وصل رئيسية بين حكومة الولايات المتحدة وحكومة العراق والشركات الأعضاء. في مارس 2007، أُضيف نائب مدير. في ديسمبر 2011، حُلَّت المنظمة.

## أنشطة
تضم جمعية شركات الأمن الخاصة العراقية (PSCAI) أكثر من 40 شركة عضوًا، وهي المجموعة التجارية الوحيدة النشطة في العراق التي تُركز على القضايا المتعلقة بقطاع شركات الأمن الخاصة. وقد عملت الجمعية بمثابة حلقة وصل بين القوة متعددة الجنسيات في العراق (MNF-I) وحكومة العراق (GoI) وحكومات التحالف وشركاتها الأعضاء. ورغم تركيزها الأساسي على العمليات، دافعت الجمعية عن مصالح هذه الصناعة على الصعيد الدولي. بالإضافة إلى تمثيل أعضائها في اجتماعات مع كبار قادة حكومة الولايات المتحدة وحكومات التحالف وحكومة العراق، بما في ذلك حكومة إقليم كردستان، قامت الجمعية بنشر معلومات بالغة الأهمية للعمليات في العراق لجميع أعضائها.
عقدت لجنة الأمن والسلامة العامة العراقية (PSCAI) اجتماعاتها العامة الشهرية، أو عند الحاجة. وحضر هذه الاجتماعات عادةً الشركات الأعضاء العاملة في العراق، بالإضافة إلى ممثلين عن وزارة الداخلية العراقية (MoI)1، ومكتب الأمن الإقليمي التابع للسفارة الأمريكية (RSO)، ومجموعة دعم المنطقة المشتركة المركزية (JASG-C)، والقوة المتعددة الجنسيات في العراق (MNFI)، والفيلق المتعدد الجنسيات - العراق (MNCI)، ومركز عمليات المتعاقدين التابع للقوة المتعددة الجنسيات في العراق (CONOC)، وقسم مراقبة إجراءات المتعاقدين التابع للقوة المتعددة الجنسيات (CPOD)، وشرطة المنطقة الدولية التابعة لسلاح الجو الأمريكي، ومكتب المشاريع والتعاقدات (PCO)، ومركز مراقبة حركة اللوجستيات (LMCC)، وقيادة التعاقدات المشتركة في العراق وأفغانستان (JCC-IA)."[2]
يقود الجمعية فريق عمل أساسي صغير، يضم مديرًا مُعيَّنًا ونائب مدير. أما القيادة المتبقية للجمعية فهي مجلس إدارة مُكوَّن من سبعة أعضاء، مدة كل منهم ستة أشهر. يُنتخب المجلس من بين ممثلي الشركات الأعضاء، وهو مسؤول عن وضع السياسة العامة للجمعية وأهدافها.
لفترة من الوقت، شاركت الجمعية في جهود تطبيق قواعد ولوائح موحدة كإرشادات لعمليات الأمن الخاصة في العراق. إضافةً إلى ذلك، عملت الجمعية مع الحكومة في جميع أنحاء العراق لضمان إجراءات عادلة ومتسقة وشفافة للترخيص والتسجيل، بالإضافة إلى المسائل التشغيلية، بما في ذلك بطاقات الأسلحة وتسجيلها، وتسجيل المركبات، وحل الحوادث، وغيرها.
كانت جمعية شركات الأمن الخاصة العراقية (PSCAI) من أشدّ المدافعين عن المساءلة في قطاع شركات الأمن الخاصة، ووفقًا لميثاقها، "ستُصرّ على سلوكيات تتوافق مع أعراف المجتمع الدولي واتفاقياته". وينصّ ميثاق الجمعية أيضًا على أن "الجمعية تُولي اهتمامًا بالغًا لسلوك جميع شركات الأمن الخاصة العراقية، وتُقرّ إيمانًا راسخًا بوجوب التزام أعضائها بالقانون العراقي". فيما يتعلق بالشفافية في قطاع شركات الأمن الخاصة، تعمل PSCAI على إنشاء شبكة والحفاظ عليها مع الأعضاء والحكومات العراقية والحكومات المعنية والائتلاف وعملاء PSCAI ووسائل الإعلام وأصحاب المصلحة الآخرين مما يسمح بمناقشة وحل القضايا المتعلقة بالأمن بشفافية ومساءلة وتفاهم متبادل وثقة. تحافظ PSCAI على اهتمام نشط بسلوك جميع PSCs وتدرك بشكل أساسي أن أعضائها يجب أن يعملوا في إطار القانون العراقي وتسعى إلى توليد حسن النية وتعزيز العلاقات الجيدة داخل المجتمع العراقي من خلال تعزيز الممارسات المقبولة القائمة على الاحترام الأساسي لحقوق وكرامة الشعب العراقي. علاوة على ذلك، يتعين على أعضاء PSCAI الامتثال لقواعد استخدام القوة (RUF) كما هو محدد في قوانين العراق وقوانين النزاعات المسلحة والشروط التعاقدية، مما يضمن تدريب جميع الموظفين على هذه اللوائح.